# Schenella
Schenella är ett släkte av svampar. Schenella ingår i familjen jordstjärnor, ordningen Geastrales, klassen Agaricomycetes, divisionen basidiesvampar och riket svampar.
|           | Geastrum |
|           | |
|           | Radiigera |
|           | |
|           | Sphaerobolus |
|           | |
|           | Nidulariopsis |
|           | |
|           | Geasteroides |
|           | |
|           | Myriostoma |
|           | |
| Schenella | \| \| Schenella simplex \| \| \| \| \| \| Schenella microspora \| \| \| \| \| \| Schenella pityophilus \| \| \| \| \| \| Schenella romana \| \| \| \| |
|           | \| \| Schenella simplex \| \| \| \| \| \| Schenella microspora \| \| \| \| \| \| Schenella pityophilus \| \| \| \| \| \| Schenella romana \| \| \| \| |
|           | Phialastrum |
|           | |
|           | Schenella simplex |
|           | |
|           | Schenella microspora |
|           | |
|           | Schenella pityophilus |
|           | |
|           | Schenella romana |
|           | |

|  | Schenella simplex     |
|  |                       |
|  | Schenella microspora  |
|  |                       |
|  | Schenella pityophilus |
|  |                       |
|  | Schenella romana      |
|  |                       |